# Cholonge
Cholonge ist eine französische Gemeinde mit 344 Einwohnern (Stand: 1. Januar 2022) im Département Isère in der Region Auvergne-Rhône-Alpes (vor 2016 Rhône-Alpes). Sie gehört zum Arrondissement Grenoble und zum Kanton Matheysine-Trièves. Die Einwohner werden Cholongeards genannt.

## Geographie
Die Gemeinde Cholonge liegt am Westrand des Massivs Oisans, etwa 26 Kilometer südsüdöstlich von Grenoble. An der Westgrenze der Gemeinde befindet sich der See Grand Lac de Laffrey. Im Osten reicht das Gemeindegebiet bis an den Gipfel des Le Grande Serre, mit 2141 m der höchste Punkt in Cholonge. Umgeben wird Cholonge von den Nachbargemeinden Laffrey im Nordwesten und Norden, Saint-Barthélemy-de-Séchilienne im Nordosten, La Morte im Nordosten und Osten, Villard-Saint-Christophe im Süden sowie Saint-Théoffrey im Südwesten und Westen.

## Bevölkerungsentwicklung
| Jahr                       | 1962 | 1968 | 1975 | 1982 | 1990 | 1999 | 2006 | 2013 | 2021 |
| -------------------------- | ---- | ---- | ---- | ---- | ---- | ---- | ---- | ---- | ---- |
| Einwohner                  | 376  | 318  | 285  | 292  | 275  | 295  | 357  | 371  | 347  |
| Quellen: Cassini und INSEE |      |      |      |      |      |      |      |      |      |

## Sehenswürdigkeiten
- Kirche Mariä Himmelfahrt von Cholonge
- Turmhügelburg von Pré-Châtel aus dem 11. Jahrhundert
- Wehrhaus aus dem 12./13. Jahrhundert

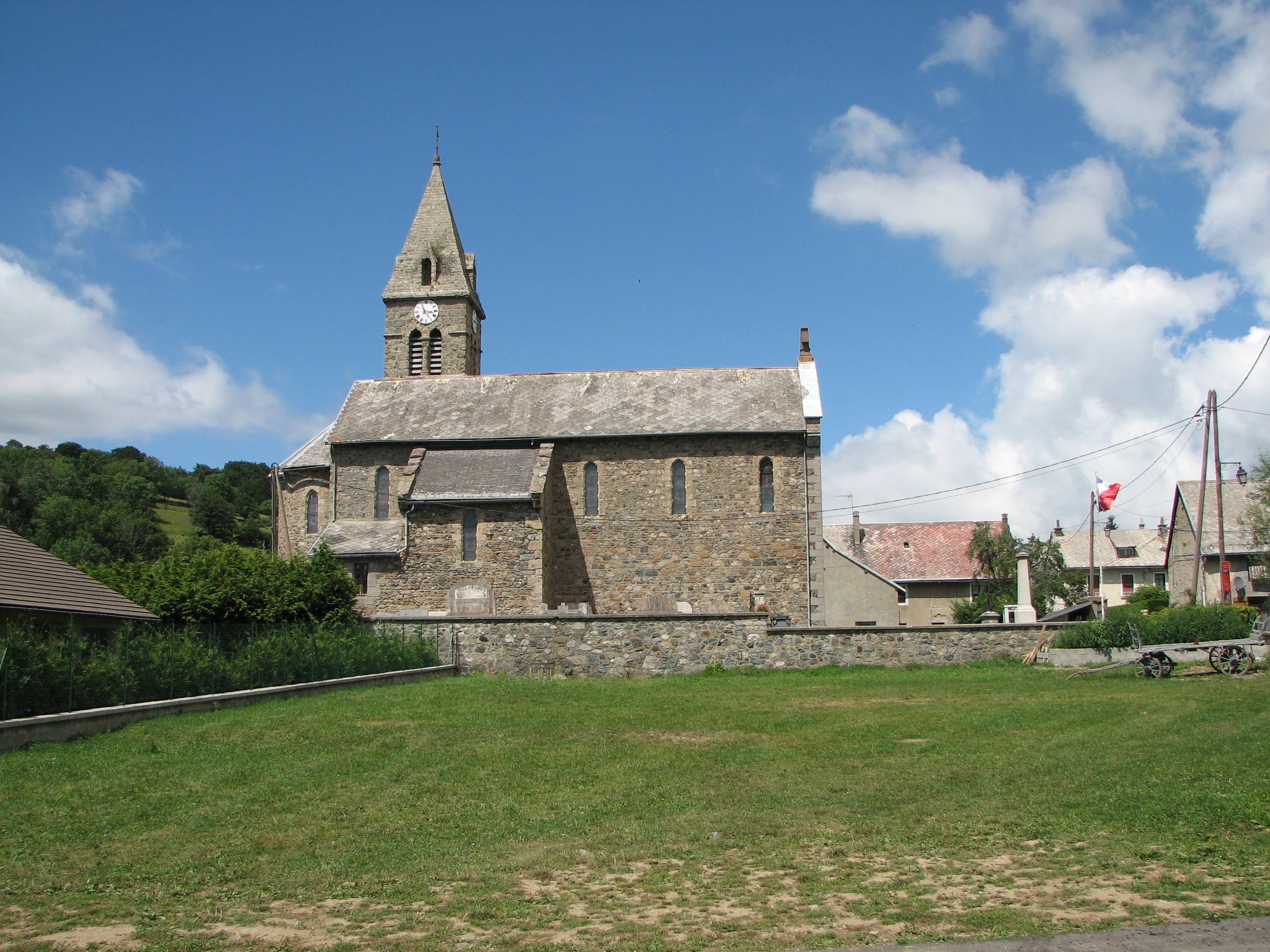
Kirche Mariä Himmelfahrt